# رومانو گواردینی
رومانو گواردینی ((به آلمانی: Romano Guardini)؛ زاده ۱۷ فوریهٔ ۱۸۸۵ درگذشته ۱ اکتبر ۱۹۶۸) یک کشیش، پدیدآور، و دانشگاهیان اهل آلمان بود.
وی همچنین برنده جوایزی همچون جایزه صلح کتاب‌فروشان آلمان شده است.